# Breiðablik Kópavogur 2016
Questa voce raccoglie le informazioni riguardanti il Breiðablik Kópavogur nelle competizioni ufficiali della stagione 2016.

## Rosa
| N. |                    | Ruolo | Calciatore              |
| -- | ------------------ | ----- | ----------------------- |
| 1  | Islanda (bandiera) | P     | Gunnleifur Gunnleifsson |
| 3  | Islanda (bandiera) | C     | Oliver Sigurjónsson     |
| 4  | Islanda (bandiera) | D     | Damir Muminović         |
| 5  | Islanda (bandiera) | D     | Elfar Freyr Helgason    |
| 6  | Islanda (bandiera) | D     | Kári Ársælsson          |
| 7  | Islanda (bandiera) | C     | Höskuldur Gunnlaugsson  |
| 8  | Islanda (bandiera) | C     | Arnþór Ari Atlason      |
| 10 | Islanda (bandiera) | C     | Atli Sigurjónsson       |
| 11 | Spagna (bandiera)  | C     | Sergio Carrallo         |
| 12 | Islanda (bandiera) | P     | Aron Snær Friðriksson   |
| 13 | Islanda (bandiera) | A     | Sólon Breki Leifsson    |
| 14 | Islanda (bandiera) | C     | Óskar Jónsson           |
| 15 | Islanda (bandiera) | C     | Davíd Kristján Ólafsson |
| 16 | Islanda (bandiera) | C     | Ernir Bjarnason         |

| N. |                              | Ruolo | Calciatore                  |
| -- | ---------------------------- | ----- | --------------------------- |
| 17 | Trinidad e Tobago (bandiera) | A     | Jonathan Glenn              |
| 18 | Islanda (bandiera)           | A     | Guðmundur Atli Steinþórsson |
| 20 | Islanda (bandiera)           | C     | Ólafur Hrafn Kjartansson    |
| 21 | Islanda (bandiera)           | D     | Viktor Örn Margeirsson      |
| 22 | Islanda (bandiera)           | A     | Ellert Hreinsson            |
| 23 | Brasile (bandiera)           | C     | Daniel Bamberg              |
| 25 | Islanda (bandiera)           | P     | Hlynur Örn Hlöðversson      |
| 26 | Islanda (bandiera)           | D     | Alfons Sampsted             |
| 29 | Islanda (bandiera)           | D     | Arnór Sveinn Aðalsteinsson  |
| 30 | Islanda (bandiera)           | C     | Andri Rafn Yeoman           |
| 31 | Islanda (bandiera)           | C     | Guðmundur Friðriksson       |
|    | Islanda (bandiera)           | C     | Alexander Helgi Sigurdarson |
|    | Islanda (bandiera)           | C     | Jón Tómas Rúnarsson         |